# Aloe monteiroi
Aloe monteiroi é uma espécie de liliopsida do gênero Aloe, pertencente à família Asphodelaceae.